# Luis Salaya Julián
Luis Salaya Julián (Saragossa, 23 de juny de 1988) és un polític espanyol del Partit Socialista Obrer Espanyol (PSOE), alcalde de Càceres entre 2019 i 2023.
Nascut el 23 de juny de 1988 a Saragossa, es va traslladar a Extremadura a l'edat d'1 any, passant a viure a Càceres des dels 12 anys. Afiliat a les Joventuts Socialistes el 2004, amb quinze anys. Va cursar estudis de dret a la Universitat d'Extremadura, que va finalitzar a la Universitat a Distància de Madrid (UDIMA). El 2014 va guanyar les primàries del PSOE per seleccionar l'aspirant del partit a l'alcaldia de Càceres de cara a les eleccions municipals de 2015. Elegit regidor en els comicis, va exercir de portaveu del Grup Municipal Socialista. Cap de llista del PSOE de nou a les eleccions municipals de 2019 a Càceres, la candidatura socialista va ser la més votada. El 15 de juny de 2019 va ser proclamat alcalde després de l'abstenció en la votació d'investidura dels regidors de Ciutadans-Partit de la Ciutadania.
A les eleccions de 2023 va guanyar 50 vots i un escó més, però la dreta va obtenir l'alcaldia al municipi.